# Joruma feminea
Joruma feminea är en insektsart som beskrevs av Mcatee 1926. Joruma feminea ingår i släktet Joruma och familjen dvärgstritar.
Artens utbredningsområde är Costa Rica. Inga underarter finns listade i Catalogue of Life.